# Alchemilla confertula
Alchemilla confertula é uma espécie de rosácea do gênero Alchemilla, pertencente à família Rosaceae.